# Олово (град)
 Тази статия е за града в Босна и Херцеговина.  За химичния елемент вижте Олово.  
Олово (на босненски: Olovo) е град и община в Босна и Херцеговина, в състава на Зенишко-добойски кантон от Федерация Босна и Херцеговина.
Разположен е на около 50 km североизточно от столицата Сараево. През града минава автомагистралата Сараево – Тузла. Населението му е около 7000 души.
Още от средновековието в района на града има залежи от олово и от там идва името на града. Оловните мини през XIV век са владение на рода Павловичи.